# Дом полярников
Дом полярников — жилой дом на Никитском бульваре, №9, в Москве, объект культурного наследия.

## История
Тезки: в Москве есть несколько жилых домов Главного управления северного морского пути: 
- Дом Главного управления Северного морского пути - Дом "Полярник" на Бульварном кольце, на Никитском бульваре, 9 (бывший доходный дом графини Н. А. Шереметевой, построенный в 1901 году архитектором Александром Мейснером, перестроен в 1936—1937 годах архитектором Евгением Иохелесом по заказу Главсевморпути[1]. Сохранился вход в доходный дом (№ 7Б).
- Титульный Дом Главного управления Северного морского пути на Садовом кольце — Дом "Полярник" имени Отто Юльевича Шмидта (архитектор И. К. Запорожец) расположен по адресу: Садовая-Кудринская улица, дом 14/16[2]

## Архитектура
Дом в стиле сталинского неоренессанса представляет собой один из наиболее изящных примеров предвоенной советской архитектуры. Здание, увенчанное широким карнизом, выходит на бульвар практически симметричным фасадом. Левое крыло отличается размером и формой окон, оно несколько повёрнуто относительно плоскости фасада — Евгений Иохелес включил в свой проект небольшой дореволюционный доходный дом, органично вписав его в больший масштаб нового строительства.
Стены расписаны геометрическим орнаментом. По центру располагаются пилястры квадратами и коринфские капители и лоджии. Сам дом покрашен в бежевый цвет, а стены лоджий в охристо-красный. Дом выделяется в застройке Бульварного кольца.

## Известные люди
В этом доме в разные годы жили девять Героев Советского Союза, в том числе полярники Михаил Белоусов, Николай Зубов, Анатолий Ляпидевский, Фёдор Куканов, Иван Черевичный, Пётр Ширшов, исследователь Арктики Георгий Ушаков (с 1936 по 1963 год), Борис Чухновский, Марк Шевелёв. Здесь же жил Герой Советского Союза Александр Штепенко.
Также здесь жила Елена Сергеевна Булгакова. В 1985—1995 годах в квартире, принадлежавшей Малому театру, жил народный артист РСФСР Виталий Соломин, о чём свидетельствует мемориальная доска.